# Nagroda Peryklesa
Nagroda Peryklesa – nagroda przyznawana od roku 2009 przez Stowarzyszenie na Rzecz Demokracji współtwórcom odrodzenia wolności i demokracji w Polsce.

## Stowarzyszenie
Prezesem stowarzyszenia jest Marcin Święcicki. Skarbnikiem jest Marek Chimiak (działacz KSS „KOR”, członek Kolegium Niezależnej Oficyny Wydawniczej), a sekretarzem – Ryszard Bill. Członkami są Stanisław Pietrzak i Zbigniew Sieszycki. Stowarzyszenie zostało powołane w celu (§ 7 statutu):
- promocji wartości demokratycznych i obywatelskich,
- działania na rzecz otwartego społeczeństwa obywatelskiego,
- promocji idei społecznej gospodarki rynkowej,
- działania na rzecz wspierania rozwoju gospodarczego,
- działania na rzecz praworządności,
- promocji wiedzy na temat integracji europejskiej i członkostwa Polski w Unii Europejskiej,
- prowadzenia działalności edukacyjnej dotyczącej, w szczególności: demokracji, praw człowieka, problematyki społecznej, spraw międzynarodowych oraz problemów gospodarczych,
- promocji idei społeczeństwa kulturalnego,
- ochrony i powstrzymywania degradacji środowiska naturalnego,
- ochrony równości oraz niedyskryminacji przez bezpodstawne bezpośrednie lub pośrednie zróżnicowanie praw i obowiązków obywateli.

## Przyznawanie
Nagroda przyznawana jest w rocznice powołania pierwszego demokratycznego Rządu III Rzeczypospolitej (12 września 1989 roku). Jej pomysłodawcą był Bronisław Geremek. Przy przyznawaniu nagrody stowarzyszeniu przyświeca cytat z Peryklesa:

W naszym życiu państwowym kierujemy się zasadą wolności.
W życiu prywatnym nie wglądamy z podejrzliwą ciekawością w zachowanie się naszych współobywateli, nie odnosimy się z niechęcią do sąsiada, jeśli się zajmuje tym, co mu sprawia przyjemność. I nie rzucamy w jego stronę owych pogardliwych spojrzeń, które wprawdzie nie wyrządzają szkody, ale ranią.
Kierując się wyrozumiałością w życiu prywatnym, szanujemy prawa w życiu publicznym; jesteśmy posłuszni (...) prawom, zwłaszcza tym niepisanym, które bronią pokrzywdzonych, i których przekroczenie przynosi powszechną hańbę.
Kochamy piękno, ale z prostotą, kochamy wiedzę, (...) bogactwem się nie chwalimy, lecz używamy go w potrzebie; przyznanie się do ubóstwa nie przynosi nikomu ujmy, jednakże jest ujmą, jeśli ktoś nie stara się z niego wydobyć.

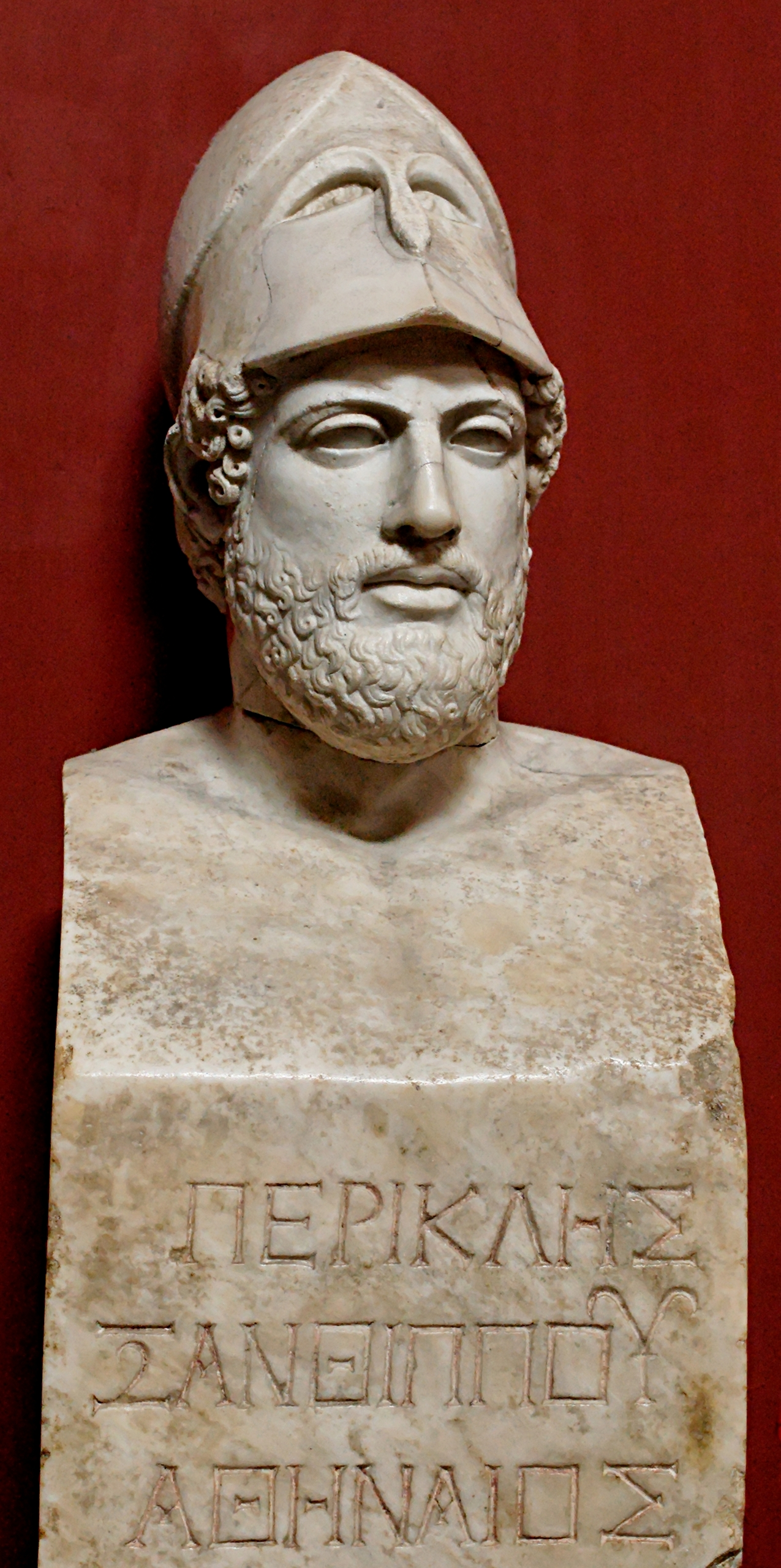
Rzeźba Peryklesa, w dolnej części popiersia znajduje się inskrypcja: „Perykles, syn Ksantipposa, Ateńczyk”

## Statuetka
Przyznawana laureatom statuetka Peryklesa jest kopią znajdującego się w Muzeach Watykańskich (Museo Pio-Clementino) marmurowego popiersia Peryklesa będącego rzymską kopią greckiego oryginału z ok. 430 roku p.n.e.

## Laureaci

### 2009
Pierwszymi laureatami nagrody byli:
- Lech Wałęsa
- Tadeusz Mazowiecki.

Nagrody wręczano na Zamku Królewskim w Warszawie. W czasie uroczystości Lech Wałęsa powiedział, że demokracja składa się z trzech elementów: zespołu praw, nastawienia ludzi i chęci korzystania z ustanowionego prawa. Trzecim elementem są pieniądze. Na podstawie tych trzech elementów można ocenić stan demokracji w Polsce: prawo pozwala, ludzie nie do końca korzystają ze swoich praw, a najgorzej jest z pieniędzmi. 
Tadeusz Mazowiecki natomiast przypomniał słowa Jana Pawła II: demokracja nie jest czymś danym, ale także zadanym. Mazowiecki podkreślał, że demokracja i wolność zawierają w sobie możliwości autodestrukcji oraz wypaczenia, dlatego trzeba je ciągle doskonalić.

### 2010
Laureatami nagrody w 2010 roku byli:
- Bronisław Geremek (pośmiertnie)
- Jerzy Borowczak
- Jerzy Regulski.

W czasie uroczystości przyznawanie statuetki Bronisławowi Geremkowi Tadeusz Mazowiecki mówił: „Strajk w Stoczni był dla Bronisława Geremka wielkim przeżyciem, które zaważyło na życiu Geremka i moim. Podziwialiśmy niezwykłą samoorganizację robotników. Bronek byłby szczególnie zadowolony, że otrzymuje nagrodę razem z Jerzym Borowczakiem. Czuł sentyment do tamtych chwil wspólnoty inteligencji i robotników, która była czymś wielkim. (...) Odmowa złożenia kolejnego oświadczenia lustracyjnego była walką o poszanowanie godności człowieka – tej godności Bronisława Geremka oddajemy dziś hołd”.
Andrzej Celiński wygłosił laudację dla Jerzego Borowczaka, a Jerzy Stępień – dla Jerzego Regulskiego.

### 2011
W 2011 roku nagrody otrzymali:
- Helena Łuczywo
- Krzysztof Kozłowski
- Janusz Onyszkiewicz.

### 2012
W tym roku laureatami nagrody zostali:
- Olga Krzyżanowska
- Stefan Starczewski.

Uroczystość wręczenia odbyła się 22 września 2012 roku w sali konferencyjnej Naczelnej Rady Adwokackiej w Alejach Ujazdowskich 49 w Warszawie.
W roku 2013 nagrody nie przyznano.

### 2014
W tym roku laureatem nagrody został:
- Waldemar Kuczyński[4]

Uroczystość wręczenia odbyła się 26 października 2014 roku.

### 2015
W 2015 roku laureatem nagrody został:
- Bronisław Komorowski[5]

Uroczystość wręczenia statuetki odbyła się 12 września 2015 roku.

### 2016
- Andrzej Wajda
- Andrzej Wielowieyski

### 2017
- Adam Strzembosz
- Henryk Wujec[6]

Uroczystość wręczenia statuetek odbyła się 9 września 2017 roku, laudacje wygłosili profesorowie: Marek Safjan i Andrzej Friszke.

### 2018
- Andrzej Czuma
- Joanna Szczęsna

Uroczystość wręczenia statuetek odbyła się 8 września 2018 roku, laudacje wygłosili: Stefan Niesiołowski i Teresa Bogucka.

### 2019
- Bogdan Borusewicz
- Ewa Kulik-Bielińska

Uroczystość wręczenia statuetek odbyła się 8 września 2019 roku, laudacje wygłosili: Jarosław Kurski i Róża Thun. Podczas uroczystości przemawiała również wicemarszałek Sejmu Małgorzata Kidawa-Błońska.